# James Callis
James Nicholas Callis (Londra, 4 giugno 1971) è un attore britannico, noto per aver interpretato il Dr. Gaius Baltar nella serie televisiva Battlestar Galactica, parte dell'omonimo franchise, e il migliore amico di Bridget Jones ne Il diario di Bridget Jones.

## Biografia
Ebreo, discendente da immigrati dalla Russia e dalla Polonia, Callis è nato e cresciuto a Londra, dove ha frequentato la Scuola di Harrow, nel nord ovest della città. I suoi genitori gestivano un bed-and-breakfast. Nel 1990 ha studiato letteratura inglese presso l'Università di York, dove era membro del Collegio Derwent. All'università è stato un attore, regista e scrittore, e alcune volte appariva in produzioni di amici dell'Università di Cambridge. Si è laureato a nel 1993.
A Londra Callis ha frequentato l'Accademia di Musica e Arte Drammatica, dove si è laureato nel 1996, e nello stesso anno ha ricevuto il Jack Tinker Award, per la migliore promessa emergente per la sua performance in Wicked Old Songs.
Callis è apparso in varie produzioni del West End e serie televisive, così come in radio. Il suo primo ruolo al cinema è stato nel film Il diario di Bridget Jones, al fianco di Renée Zellweger e Hugh Grant, nell'estate del 2000, e tra un film e alcuni altri ruoli televisivi è tornato in scena al Teatro Soho nel dicembre 2002.
Nel 2003, Callis interpreta il ruolo del Dr. Gaius Baltar nel franchise di fantascienza Battlestar Galactica, apparendo nella miniserie televisiva del 2003 diretta da  Michael Rymer, Battlestar Galactica; in 74 episodi della serie televisiva Battlestar Galactica, dal 2004 al 2009; nel film per la televisione del 2007 diretto da Félix Enríquez Alcalá, Battlestar Galactica: Razor. La sua partecipazione al franchise gli permette di vincere nel 2006 un Saturn Award come Miglior attore non protagonista, un Peabody Award e un premio AFI.
Nel 2022 interpreta Maurice Picard, il padre di Jean-Luc Picard, nella seconda stagione di Star Trek: Picard, settima serie televisiva live-action del franchise di fantascienza Star Trek, nell'episodio Mostri (Monsters)

## Vita privata
È sposato con la moglie Neha dal 1998, da cui ha avuto tre figli: Joshua Aaman (2003), Sacha (2005) e Anika Jahan (2009).

## Filmografia

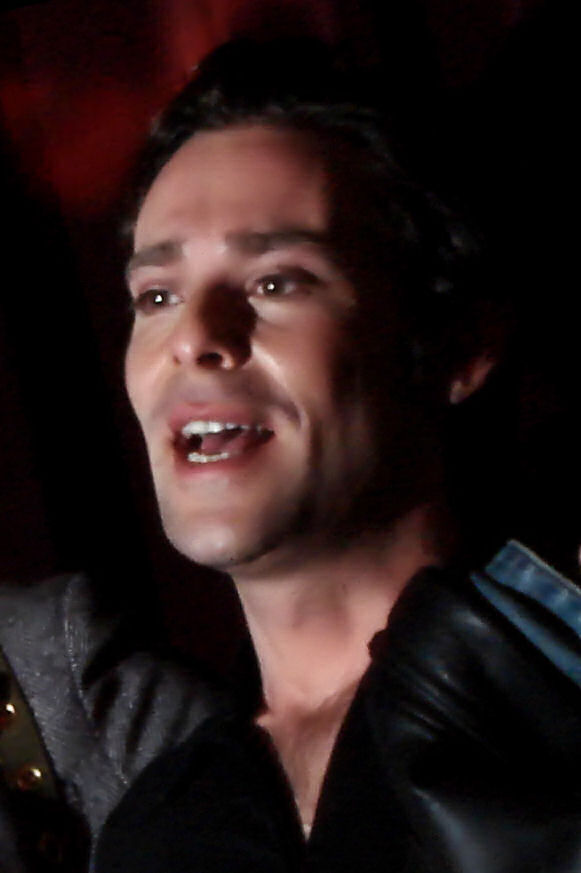
James Callis al New York Comic Con 2007

### Cinema
- Il diario di Bridget Jones (Bridget Jones Diary), regia di Sharon Maguire (2001)
- Beginner's Luck, regia di James Callis e Nick Cohen (2001)
- Che pasticcio, Bridget Jones! (Bridget Jones: The Edge of Reason), regia di Beeban Kidron (2004)
- Dead Cool, regia di David Cohen (2004)
- Una notte con il re (One Night with the King), regia di Michael O. Sajbel (2006)
- Reuniting the Rubins, regia di Yoav Factor (2010)
- Alla ricerca di Jane (Austenland), regia di Jerusha Hess (2013)
- Believe - Il sogno si avvera (Believe), regia di David Scheinmann (2013)
- Narcopolis, regia di Justin Trefgarne (2015)
- The Hollow, regia di Miles Doleac (2016)
- Blood Moon, regia di Kenneth Kokin (2016)
- Bridget Jones's Baby, regia di Sharon Maguire (2016)
- House by the Lake, regia di Adam Gierasch (2017)
- Break Even, regia di Shane Stanley (2020)
- The Bay House, regia di Bo Brinkman (2022)
- Bridget Jones - Un amore di ragazzo (Bridget Jones: Mad About the Boy), regia di Michael Morris (2025)

### Televisione
- Murder Most Horrid – serie TV, episodio 3x05 (1996)
- Soldier Soldier – serie TV, 9 episodi (1996)
- A Dance to the Music of Time – miniserie TV, episodio 1x04 (1997)
- Heat of the Sun – miniserie TV, episodio 1x01 (1998)
- Ruth Rendell Mysteries – serie TV, episodi 11x01-11x02-11x03 (1998)
- Sex, Chips & Rock n' Roll – miniserie TV, 6 episodi (1999)
- La primula rossa (The Scarlet Pimpernel) – serie TV, episodio 1x02 (1999)
- Il principe delle favole (Arabian Nights) – miniserie TV, episodi 1x01-1x02 (2000)
- Giasone e gli Argonauti (Jason and the Argonauts) – miniserie TV, episodi 1x01-1x02 (2000)
- As If – serie TV, episodio 1x08 (2001)
- Victoria & Albert – miniserie TV (2001)
- Relic Hunter – serie TV, episodio 3x18 (2002)
- Helen of Troy - Il destino di un amore (Helen of Troy) – miniserie TV, episodi 1x01-1x02 (2003)
- Battlestar Galactica – miniserie TV, episodi 1x01-1x02 (2003)
- Blue Dove – miniserie TV (2003)
- Battlestar Galactica: Razor, regia di Félix Enríquez Alcalá – film TV (2007)
- Battlestar Galactica – serie TV, 74 episodi (2004-2009)
- Numb3rs – serie TV, episodio 5x23 (2009)
- Merlin and the Book of Beasts, regia di Warren P. Sonoda – film TV (2009)
- FlashForward – serie TV, 4 episodi (2010)
- Merlin – serie TV, episodio 4x04 (2011)
- 17th Precinct, regia di Michael Rymer – film TV (2011)
- Portlandia – serie TV, episodio 2x02 (2012)
- L'ispettore Barnaby (Midsomer Murders) – serie TV, episodio 15x01 (2012)
- Eureka – serie TV, 10 episodi (2010-2012)
- DCI Banks – serie TV, episodi 2x05-2x06 (2012)
- Arrow – serie TV, episodio 1x15 (2013)
- Key and Peele – serie TV, episodio 3x08 (2013)
- CSI - Scena del crimine (CSI: Crime Scene Investigation) – serie TV, episodi 13x22-14x01-14x13 (2013-2014)
- Caper – serie TV, episodi 1x04-1x06 (2014)
- Matador – serie TV, 6 episodi (2014)
- Gallipoli – miniserie TV, 7 episodi (2015)
- A.D. - La Bibbia continua (A.D.: The Bible Continues) – miniserie TV, 6 episodi (2015)
- Brooklyn Animal Control – serie TV, episodio 1x01 (2015)
- The Musketeers – serie TV, episodi 1x03-3x04 (2014-2016)
- E vissero felici e contenti (Once Upon a Date), regia di Lee Friedlander – film TV (2017)
- L'esercito delle 12 scimmie (12 Monkeys) – serie TV, 5 episodi (2017-2018)
- Castlevania – serie animata, 32 episodi (2017-2021) – voce
- Kevin Hart's Guide to Black History, regia di Tom Stern – film TV (2019)
- MacGyver – serie TV, episodi 4x05-4x11 (2020)
- Star Trek: Picard – serie TV, episodi 2x07-2x09 (2022)
- Blood & Treasure – serie TV, 13 episodi (2019-2022)
- Castlevania: Nocturne – serie animata (2023-) – voce

## Radio
- Daisy Miller (199?)
- HMS Ulysses, episodio di Saturday Playhouse (Radio 4, 1997)

## Doppiatori italiani
Nelle versioni in italiano delle opere in cui ha recitato, James Callis è stato doppiato da:
- Riccardo Niseem Onorato in Il diario di Bridget Jones, Che pasticcio, Bridget Jones!, Bridget Jones's Baby
- Fabio Boccanera in Battlestar Galactica (miniserie televisiva), Battlestar Galactica (serie televisiva), Battlestar Galactica: Razor, L'esercito delle 12 scimmie (serie televisiva)
- Christian Iansante in The Musketeers, A.D. - La Bibbia continua
- Pino Insegno in Helen of Troy - Il destino di un amore
- Andrea Ward in Una notte con il re
- Vittorio Guerrieri in Merlin
- Massimo Bitossi in CSI - Scena del crimine
- Gabriele Lopez in MacGyver
- Gianluca Tusco in Bridget Jones - Un amore di ragazzo

Da doppiatore è sostituito da:
- Valerio Amoruso in Castlevania e Castlevania: Nocturne